# Daeso di Buyeo
Hae Daeso (해대소?, 解帶素?; 60 a.C. – 22) fu il terzo e ultimo re di Dongbuyeo (dal 7 a.C. al 22 d.C.), un antico regno coreano.

## Biografia
Daeso era il primo figlio di re Geumwa e nipote del fondatore di Dongbuyeo, Buru. In quanto figlio primogenito di Geumwa, divenne Principe della Corona di Dongbuyeo.
Il fondatore di Goguryeo, Jumong, aveva una capacità eccezionale come arciere e questo fu causa di una tremenda gelosia e invidia da parte di Daeso e dei suoi sei fratelli. Jumong sapeva che la sua continua presenza in Dongbuyeo l'avrebbe messo in pericolo, quindi scappò a Jolbon. Nel 37 a.C., Jumong fondò Goguryeo, il più a nord dei Tre Regni di Corea. Nel 7 a.C. Geumwa morì, elevando Daeso al trono di Dongbuyeo.
Come re, Daeso raccolse sufficiente potere militare per attaccare Goguryeo. Prima dell'attacco, in ogni caso, mandò un inviato al re di Goguryeo Yuri, ordinandogli di mandare un ostaggio reale a Dongbuyeo. Goguryeo rifiutò l'ordine portando alla prima guerra tra i due regni nel 6 d.C. Daeso guidò direttamente 50.000 uomini verso Goguryeo, ma fu obbligato a ritrattare quando iniziò a nevicare forte. A seguito di questa sconfitta, Daeso dovette attendere sette anni prima di poter riguadagnare quanto aveva perso durante la prima guerra con Goguryeo. Nel 13 d.C., Daeso guidò la sua armata verso Goguryeo ancora una volta. Questa volta, Muhyul, Principe della Corona di Goguryeo, guidò le armate di Goguryeo in un'imboscata ben pianificata e decimò l'armata di Daeso, distruggendola. Solo il re e pochi suoi uomini tornarono a Dongbuyeo.
Dopo la morte del re di Goguryeo Yuri, il Principe della Corona Muhyul prese il trono diventando re Daemusin. Nel 21 d.C., Daemusin guidò un'armata e invase Dongbuyeo, uccidendo Daeso, ma non distrusse il Paese. Invece, nel 22 d.C. fu assegnata la responsabilità del regno al nipote di Daeso, Dojin, ma il suo territorio fu assorbito in quello di Goguryeo.